# 車紐
車紐（呉音：しゃにゅう、漢音：しゃじゅう、拼音：Chēniŭ, 生没年不詳）は、中国後漢時代の南匈奴の単于。

## 生涯
永建5年（140年）4月、南匈奴左部の句龍大人（たいじん：部族長）吾斯・車紐らが叛いて西河郡を侵略し、右賢王を誘って美稷県を包囲し、朔方郡・代郡の長史を殺した。
5月、度遼将軍の馬続は、使匈奴中郎将の梁並・護烏桓校尉の王元とともに、国境部隊および烏桓・鮮卑・羌胡計2万余人を動員し、これを撃破したが、またすぐに吾斯らは屯聚し、城邑を攻め落とした。この反乱によって使匈奴中郎将の陳亀に責め立てられた南単于とその弟は自殺した。
9月、句龍吾斯らは車紐を単于に立て、東の烏桓・西の羌戎および諸胡数万人とともに京兆尹の虎牙営を攻め破り、上郡都尉および軍司馬を殺した。さらに并州・涼州・幽州・冀州にも侵略した。
11月、使匈奴中郎将の張耽は幽州の烏桓・諸郡の営兵を率いて単于車紐を攻撃した。車紐らは馬邑で大敗し、諸豪帥や骨都侯を率いて降伏した。しかし、句龍吾斯だけはその後も侵入略奪を続けた。

## 参考資料
- 『後漢書』（孝順孝沖孝質帝紀第六、南匈奴列伝）